# Franca Dominici
Franca Dominici, all'anagrafe Francesca Dominici (Bologna, 25 giugno 1907 – Roma, 14 ottobre 1997), è stata un'attrice e doppiatrice italiana.

## Biografia
Caratterista attiva sul palcoscenico sin dai primi anni venti, lavorò con notissimi nomi del teatro novecentesco (Peppino De Filippo, Cesco Baseggio e Uberto Palmarini nella cui compagnia divenne primadonna nel 1932), distinguendosi per uno straordinario eclettismo ma soprattutto per la sua voce duttile, che si rivelò adatta a doppiare moltissime dive dello schermo statunitense. Appartenente alla seconda generazione di doppiatori, prestò la sua voce in italiano ad attrici come Agnes Moorehead, Thelma Ritter, Jessie Royce Landis, Angela Lansbury, Lillian Gish, Elsa Lanchester e Sybil Thorndike. Doppiò inoltre alcune pellicole d'animazione di Walt Disney: fu infatti presente come voce della matrigna in Cenerentola (ridoppiaggio del 1967) e come voce di mamma coniglia in Robin Hood (1973).
Al cinema apparve prevalentemente in produzioni minori, quali Adultero lui, adultera lei (1963) di Raffaello Matarazzo, Lady Barbara (1970) di Mario Amendola e Travolto dagli affetti familiari (1978) di Mauro Severino. Chiuse la sua carriera con un film di Carlo Verdone, Troppo forte (1986).
Madre della doppiatrice Maria Grazia Dominici, morì all'età di 90 anni nel 1997 a Roma, ma le sue spoglie furono sepolte nel cimitero della Certosa nella sua città natale, Bologna.
Curiosamente partecipò a due doppiaggi dello stesso film Maria Walewska, nella prima versione come voce di May Whitty, nel ridoppiaggio del 1983 come voce di Maria Ouspenskaya.

## Filmografia

### Cinema
- Forse eri tu l'amore, regia di Gennaro Righelli (1939)
- La mia canzone al vento, regia di Guido Brignone (1939)
- I dieci comandamenti, regia di Giorgio Walter Chili (1945)
- Umanità, regia di Jack Salvatori (1946)
- Giuseppe Verdi, regia di Raffaello Matarazzo (1953)
- Siamo tutti inquilini, regia di Mario Mattoli (1953)
- La schiava del peccato, regia di Raffaello Matarazzo (1954)
- La rivale, regia di Anton Giulio Majano (1955)
- L'intrusa, regia di Raffaello Matarazzo (1956)
- Moglie e buoi..., regia di Leonardo De Mitri (1956)
- Storia di una minorenne, regia di Piero Costa (1956)
- Difendo il mio amore, regia di Giulio Macchi (1956)
- La trovatella di Pompei, regia di Giacomo Gentilomo (1957)
- Sergente d'ispezione, regia di Roberto Savarese (1958)
- La cambiale, regia di Camillo Mastrocinque (1959)
- Il carro armato dell'8 settembre, regia di Gianni Puccini (1960)
- Jovanka e le altre, regia di Martin Ritt (1960)
- Solitudine, regia di Renato Polselli (1961)
- Adultero lui, adultera lei, regia di Raffaello Matarazzo (1963)
- I complessi, regia di Luigi Filippo D'Amico (1965)
- Operazione paura, regia di Mario Bava (1966)
- Maigret a Pigalle, regia di Mario Landi (1966)
- Il marchio di Kriminal, regia di Fernando Cerchio (1967)
- Amore o qualcosa del genere, regia di Dino Bartolo Partesano (1968)
- Uno scacco tutto matto, regia di Roberto Fiz (1968)
- Lady Barbara, regia di Mario Amendola (1970)
- Cose di Cosa Nostra, regia di Steno (1971)
- Boccaccio, regia di Bruno Corbucci (1972)
- Prete, fai un miracolo, regia di Mario Chiari (1974)
- Pianeta Venere, regia di Elda Tattoli (1974)
- Travolto dagli affetti familiari, regia di Mauro Severino (1978)
- Il marchese del Grillo, regia di Mario Monicelli (1981)
- Troppo forte, regia di Carlo Verdone (1986)

### Televisione
- Orgoglio e pregiudizio – miniserie TV (1957)
- La nostra pelle di Sabatino Lopez, regia di Daniele D'Anza, trasmessa dal Programma Nazionale il 21 maggio 1965.
- Il gioco delle vacanze di Mihail Sebastian, regia di Carlo Di Stefano (1965)
- Un certo Harry Brent, regia di Leonardo Cortese – miniserie TV (1970)
- I racconti di padre Brown, regia di Vittorio Cottafavi – miniserie TV, puntata 6 (1971)

## Prosa radiofonica

### Eiar
- Il piccolo posto, commedia di Vittorio Calvino, regia di Alfredo Casella, trasmessa il 17 settembre 1943.

### Rai
- La damigella di Bard di Salvator Gotta, regia di Alberto Casella, trasmessa il 26 ottobre 1953.

## Doppiaggio

### Cinema
- Thelma Ritter in La finestra sul cortile, La madre dello sposo, La conquista del West, L'uomo di Alcatraz, Lucy Gallant, Fammi posto tesoro, New York: ore tre - L'ora dei vigliacchi
- Patricia Neal in La fonte meravigliosa, Tre segreti, Il passo dell'avvoltoio, Golfo del Messico, Lo squalo tonante, Le foglie d'oro
- Agnes Moorehead in La città della paura, La fuga, Il grande peccatore, Carovana verso il Sud, Piano... piano, dolce Carlotta
- Jessie Royce Landis in Intrigo internazionale, Airport, Venere in pigiama, La ragazza che ho lasciato
- Isobel Elsom in My Fair Lady, Il fantasma e la signora Muir, Mentre Adamo dorme
- Mary Gordon in Sherlock Holmes, Sherlock Holmes e la perla della morte, Il mistero del carillon
- Elsa Lanchester in Primo peccato, La scarpetta di vetro, Bernardo, cane ladro e bugiardo
- Lurene Tuttle in Niagara, Psyco
- Geraldine Page in Hondo
- Olivia de Havilland in Swarm
- Clarice F. Geigerman in A spasso con Daisy
- Rachel Kempson in Il piccolo Lord
- Tessie O'Shea in Pomi d'ottone e manici di scopa
- Angela Lansbury in Assassinio sul Nilo
- Wendy Hiller in Assassinio sull'Orient Express
- Jean Anderson in Il mistero della signora scomparsa
- Dorothy Tree in Giungla d'asfalto
- Anne Crawford in I cavalieri della tavola rotonda
- Ruth Hussey in La casa sulla scogliera, Squilli di primavera
- Mercedes McCambridge in Addio alle armi
- June Havoc in Barriera invisibile, Una sposa insoddisfatta
- Janis Paige in Amore sotto coperta
- Phyllis Povah in Donne
- Lillian Gish in Duello al sole
- Fay Holden in Sansone e Dalila
- Angela Clarke in Il mago Houdini, Nostra Signora di Fatima
- Megs Jenkins in Suspense
- Patsy Kelly in La dama e il cowboy
- Marjorie Riordan in L'idolo cinese
- Alice Brady in L'incendio di Chicago
- Ann Codee in Papà Gambalunga
- Rosemary Murphy in Il buio oltre la siepe
- Constance Collier in Nodo alla gola
- Noel Francis in Io sono un evaso
- Sarah Selby in Un tipo lunatico
- Irene Handl in L'amica delle 5 ½
- Thora Hird in Improvvisamente, un uomo nella notte
- Alice Talton in Il diritto di uccidere
- Nina McKinney in Pinky, la negra bianca
- Katina Paxinou in Rapporto confidenziale
- Peggy Ashcroft in Madame Sousatzka
- Anne Pitoniak in Old Gringo - Il vecchio gringo
- Jean Parker in Romantico avventuriero
- Lela Rogers in Frutto proibito
- Maxine Stuart in Prigioniero della seconda strada
- Sylvia Sidney in Sabato tragico
- Sally Sheperd in Sherlock Holmes e la casa del terrore
- Anne Seymour in Mirage
- Marjorie Reynolds in La taverna dell'allegria
- Frances Fuller in L'altalena di velluto rosso
- Janet Gaynor in La donna del sogno
- Joan Blondell in La bionda esplosiva
- Vivian Nathan in 10 in amore
- Louise Lorimer in Frenesia del delitto
- Virginia Baker in Dieci secondi col diavolo
- Joyce Carey in La fine dell'avventura
- Margalo Gillmore in Fuga d'amore
- Helen Goss in La furia dei Baskerville
- Virginia Grey in Il sentiero degli amanti
- Mabel Albertson in Gazebo
- Frances Bavier in Là dove scende il fiume
- Betty Field in Fermata d'autobus
- Lee Patrick in Il letto racconta...
- Leatrice Joy in Le memorie di un dongiovanni
- Ruth Manning in L'ultimo viaggio dell'arca di Noè
- Ann Harding in L'ora del delitto
- Geraldine Fitzgerald in Un pugno di polvere
- Eve March in Il sole splende alto
- Aline MacMahon in L'uomo di Laramie
- Norma Varden in Tutti insieme appassionatamente
- Helen Hayes in Miss Marple nel Caraibi
- May Whitty in La signora scompare
- Gladys Cooper in La moglie del vescovo
- Flora Robson in La voce nella tempesta
- Sybil Thorndike in Paura in palcoscenico
- Constance Chapman in Lady Oscar
- Jone Morino in Signorinette
- Isabella Riva in Il mulino del Po
- Giovanna Galletti in Verginità
- Elvy Lissiak in La nave delle donne maledette
- Rita Livesi in Chi è senza peccato...
- Enrica Dyrell in Torna!, L'angelo bianco
- Olga Solbelli in Ercole l'invincibile
- Vivi Gioi in Il processo di Verona
- Leda Gloria in Il compagno don Camillo
- May Dlamini in Io sto con gli ippopotami
- Iris Adrian in Un Maggiolino tutto matto, F.B.I. - Operazione gatto
- Constance Ford in Scandalo al sole
- Barbara Morrison in La strada a spirale
- June Walker in Gli esclusi
- Nella Walker in Avvocato di me stesso
- Ann Richards in Gli amanti del sogno, Il terrore corre sul filo
- Linda Tur in La moglie è uguale per tutti
- Scilla Vannucci in Il sole negli occhi
- Ann B. Davis in Amore, ritorna!
- Brenda De Banzie ne La Pantera Rosa
- Gertrude Michael in Cleopatra (ridoppiaggio)
- Nan Grey in Tre ragazze in gamba[5]

### Televisione
- Ellen Corby in Una famiglia americana
- Elizabeth Kerr in Mork & Mindy
- Judith Anderson in Santa Barbara
- Hileana Menezes in Lampiao e Maria Bonita
- Teresa Maria Rojas in Il magnate
- Alicia Encinas in Gli anni felici

### Animazione
- Madame Tremaine in Cenerentola (ed.1967)
- Mamma Coniglia in Robin Hood
- Nonna Marie Grandier in Lady Oscar
- Zia Claude Barniel in Sui monti con Annette
- Vecchietta svenevole in Il nano e la strega